# Anna Truhlářová
Anna Truhlářová (1862 Okrouhlík u Mělníka – 15. března 1923 Praha) byla česká trafikantka a podnikatelka. Vlastnila trafiku v pozdější Melantrichově ulici na Starém Městě, kde následně zřídila předprodej lístků do pražských divadel, jako vůbec první podnikatelský subjekt tohoto oboru v českých zemích. 

## Život

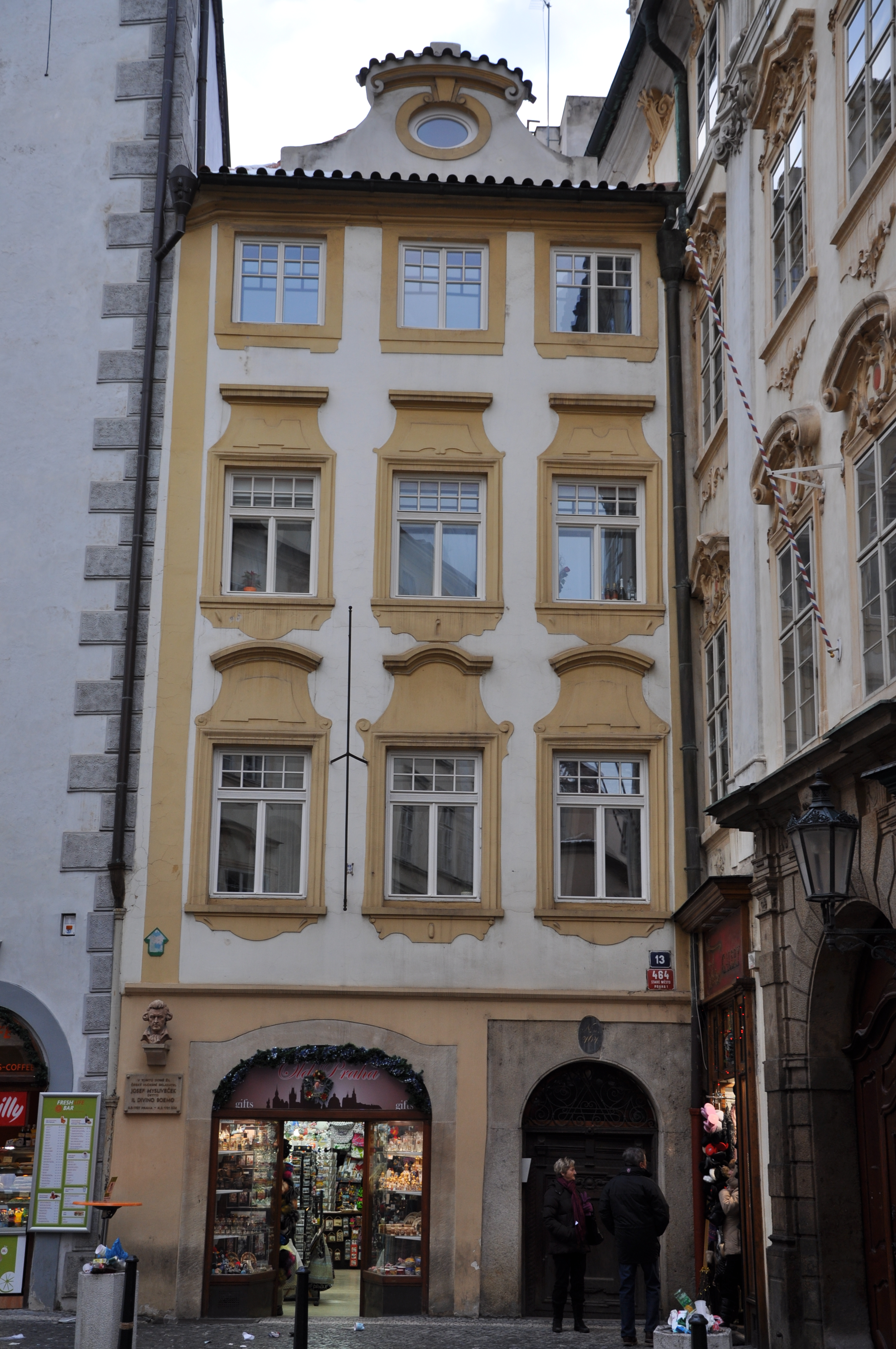
Dům U košíku

Narodila se v obci Okrouhlík na předměstí Mělníka (pozdější součást města) ve středních Čechách. Vdala se a se svým manželem počali několik dětí. Patrně poté, co ovdověla, zřídila si trafikantský a tabákový obchod v domě U košíku v Melantrichově ulici poblíž Václavského náměstí. Zde okolo roku 1900 zřídila možnost předprodeje divadelních lístů do vícero pražských divadelních domů, aby tak divákům odpadlo nakupovat lístky přímo v pokladnách jednotlivých divadel. 
Ve své činnosti byla velmi úspěšná a je připomínána jako první podnikatelka, která se předprodejem začala v českých zemích zabývat. Podnik pojmenovaný Ústřední předprodej vstupenek následně rozšířil své služby též na vstupenky na hudební koncerty, kabarety a další kulturní akce, dalšími prodejními místy byl obchod na adrese Václavské náměstí 60 (na nároží ulice Ve Smečkách), palác Koruna a další. V pozdějších letech pak Truhlářová předala firmu své dceři Marii.
Anna Truhlářová zemřela 15. března 1923 v Praze ve věku 60 nebo 61 let. Byla pohřbena v rodinné hrobce na Olšanských hřbitovech.